# Zliechov
Zliechov és un poble i municipi d'Eslovàquia que es troba a la regió de Trenčín.
La primera menció escrita «Zlieho » data del 1272. La principal activitat del poble era l'agricultura. Al segle xviii un grup de bufadors de vidre de Bohèmia s'hi va establir i crear una fàbrica de vidre.

## Demografia
| Godina             | 1994 | 2004    | 2014   | 2024   |
| ------------------ | ---- | ------- | ------ | ------ |
| Nombre de persones | 728  | 614     | 610    | 560    |
| Diferència         |      | −15,65% | −0,65% | −8,19% |

| Godina             | 2023 | 2024   |
| ------------------ | ---- | ------ |
| Nombre de persones | 570  | 560    |
| Diferència         |      | −1,75% |

## Llocs d'interès
L'església dedicada a Llorenç, del 1480.